# Kláštov
Kláštov är ett berg i Tjeckien.   Det ligger i regionen Zlín, i den östra delen av landet, 270 km öster om huvudstaden Prag. Toppen på Kláštov är 746 meter över havet, eller 265 meter över den omgivande terrängen. Bredden vid basen är 12,4 km.
Terrängen runt Kláštov är kuperad norrut, men söderut är den platt.Runt Kláštov är det ganska tätbefolkat, med 70 invånare per kvadratkilometer. Närmaste större samhälle är Zlín, 19,9 km väster om Kláštov. Omgivningarna runt Kláštov är en mosaik av jordbruksmark och naturlig växtlighet.